# Tenías que ser tú (telenovela)
Tenías que ser tú fue una telenovela mexicana realizada por Televisa en 1992, última producción de Carlos Téllez. Fue protagonizada por Alejandra Ávalos, Chao y la actuación antagónica de Mariana Garza, Héctor Cruz Lara, Otto Sirgo y el primer actor Carlos Monden.

## Argumento
Oswaldo Beltrán, un padre de familia, muere trágicamente en un accidente automovilístico, lo que deja a su familia (su viuda, Dolores, su hija mayor, Gabriela, y su hijo menor, Vado) a merced de la pobreza y el hambre. Con el tiempo, los tres logran salir adelante sin muchas comodidades.
Después de un tiempo, Gabriela, una joven hermosa y madura, se da cuenta de que Gorka, su amigo de la infancia, le llama la atención más de lo debido. Ambos se enamoran, pero Santa, una chica oportunista enamorada de Gorka, no permitirá que Gabriela le robe a su hombre.
En la lucha por cumplir sus caprichos, Santa le causará muchos problemas a los protagonistas. Pero el amor entre Gabriela y Gorka resultará ser más fuerte que las intrigas de Santa.

## Elenco
- Alejandra Ávalos - Gabriela Beltrán Velandia
- Chao - Gorka Sarachaga Valdez
- Mariana Garza - Santa Robles Espinoza
- Otto Sirgo - Tasio Sarachaga
- Saúl Lisazo - Alejandro Reyes
- Talina Fernández - Mariana Valdez de Sarachaga
- Rosita Arenas - Laura Alcaine
- Macaria - Dolores Velandia Vda de Beltrán
- Miguel Ángel Ferriz - Adán Mejía
- Humberto Dupeyrón - Jorge Vega
- Rosario Gálvez - Fernanda
- Carlos Monden - Lorenzo Bermúdez
- Verónica Terán - Perla Sarachaga
- Héctor Cruz Lara - Gonzalo "Chalo" Escobar
- Gustavo Navarro - Pepe Ramírez
- Daniela Leites - Irma Alcaine
- Marisol Mijares - Ximena Sarachaga
- Zully Keith - Dora Ramírez
- Imperio Vargas - Bertha
- Luis Couturier - Antonio Olvera
- Alpha Acosta - Roxana
- Edith Kleiman
- Jaime Puga - Comandante
- Jorge Pais
- María Clara Zurita - Chata
- Justo Martínez González - Gilberto Escobar
- Montserrat Ontiveros
- Alejandro Gaytán - Osvaldo "Vado" Beltrán Velandia
- Alejandra Gollas
- Alan Gutiérrez
- María Rebeca - Hilda
- Ginny Hoffman
- Martha Navarro - Elena Espinoza de Robles
- Tito Reséndiz - Mario Robles
- Juan Felipe Preciado
- Álvaro Carcaño Jr.
- Lucía Paillés
- Ricardo Lezama - Don Mike
- Humberto Leyva - El Sonrisas
- Paola Ochoa - Rebeca
- Rodrigo Zurita
- Alejandro Mayén - Dr. Ricardo
- Gonzalo Vega - Oswaldo Beltrán
- Sergio Acosta
- Moisés Juan
- Óscar Servín
- Maleni Morales
- Antonio Brillas
- Guillermo Sauceda
- Alejandro Calderón
- Carlos Canto
- Juan de la Loza
- Óscar Narváez
- Luis Cárdenas
- Miguel Gómez Checa
- Hernán Mendoza
- Eva Calvo
- Francisco Casasola
- Ricardo Leal
- Arturo Lapman
- Horacio Vera

## Equipo de producción
- Historia original y adaptación: Jorge Patiño, Gerardo Sánchez Luna
- Canción de entrada: Tenías que ser tú (It had to be you)
- Intérprete: Alejandra Ávalos
- Música: Pedro Plascencia Salinas
- Director de arte: Juan José Urbini
- Ambientadora: Patricia de Vincenzo
- Escenógrafa: Carmen Ravelo
- Vestuario: Patricia S. Anaya
- Editor: Carlos Sánchez Ross
- Coordinación de locaciones: Mario Lemus, Fabián Sánchez
- Coordinación de producción: Martha Pérez Váldez
- Dirección de cámaras en locación: Manuel Ángel Barajas
- Directora adjunta: Karina Duprez
- Director de cámaras: Carlos Sánchez Zúñiga
- Productora asociada: Lucero Suárez
- Director de escena: Manolo García
- Productor: Carlos Téllez